# Дирк Мосиг
Ёзан Дирк В. Мосиг (англ. Yōzan Dirk Walter Mosig род. 1943) — психолог, историк, литературный критик и рукоположенный дзэнский монах, известный своими критическими работами о Г. Ф.Лавкрафте. Он родился в Германии и несколько лет жил в Аргентине, прежде чем эмигрировать в США. Он получил докторскую степень в Университете Флориды в 1974 году.

## Биография
Между 1973 и 1978 годами Дирк В. Мосиг опубликовал множество важных эссе, оценивающих творчество Лавкрафта. Вот лишь три из них:  
- Эссе Мосига 1973 года «На пути к большему признанию Лавкрафта: аналитический подход» (Toward a Greater Appreciation of H.P. Lovecraft: The Analytical Approach) представляет собой психологическую интерпретацию (основанную на теориях К.Г. Юнга) многих рассказов Лавкрафта[1].
- Новаторский и часто переиздаваемая книга «Г. Ф. Лавкрафт: Создатель мифов» (H. P. Lovecraft: Myth Maker) (1976) исследует философию ужаса Лавкрафта, оспаривает искаженную интерпретацию мифоцикла Лавкрафта его протеже Августом Дерлетом и подчеркивает видение последнего аморального космоса, в котором человечество не имеет большого значения[2].
- В книге «Лавкрафт: Фактор диссонанса в художественной литературе» (Lovecraft: The Dissonance Factor in Imaginative Literature) (1979) безумие главного героя является результатом фатального когнитивного диссонанса, вызванного столкновением с космическими ужасами, которые противоречат мировоззрению героя (и читателя) на Вселенную и ее законы[3].  В нескольких эссе Мосига отдельные произведения Лавкрафта, такие как «Изгой» и «Белый корабль», оценивались с психоаналитической точки зрения. В одном эссе анализировалось стих Лавкрафта «Город».

С. Т. Джоши заявил, что «Дирк Мосиг является ключевой переходной фигурой в исследованиях Лавкрафта; и если история этой области когда-либо будет написана, ему придется занять центральную роль».  
Мосиг отмечал, что Лавкрафт был «механистическим материалистом» и принял философию космического безразличия (индифферентизм). Он верил в бесцельную механическую Вселенную. Люди с их ограниченными способностями не могут понять Вселенную и когнитивный диссонанс, вызванный этим открытием приведет их к безумию.  
В настоящее время Мосиг преподает психологию в Университете Небраски в Кирни, где он также занимается исследованиями Пунических войн и карьеры Ганнибала. 
В книге «Наконец-то Мосиг: взгляд психолога на Лавкрафта» (Mosig at Last: A Psychologist Looks at Lovecraft) (Вест-Уорвик, Род-Айленд: Necronomicon Press, август 1997 г.) собраны ранее опубликованные статьи Мосига о Лавкрафте и добавлены некоторые ранее неопубликованные, такие как «Жизнь после Лавкрафта: воспоминания о несуществующем существе» (Life After Lovecraft: Reminiscences of a Non-Entity, которая включает размышления о жизни Лавкрафта. 
Дирк выпустил книгу «Рост Лавкрафтианы» (Growing Up Lovecraftian) своей дочери, Лейлы Брикет-Мосиг (Laila Briquet-Mosig).